# Archibald Bower
Archibald Bower, škotski zgodovinar in jezuit, * 17. januar 1686, Dundee, † 3. september 1766.
Napisal je dve večji deli, Zgodovina Rima (1735-1744) in Zgodovina papežev (1748-1766), ki pa ne veljata za zanesljiva dokumenta.